# بهترین (ترانه سیا)
بهترین (انگلیسی: The Greatest) نام ترانه‌ای از سیا فارلر‌ به همراه کندریک لمار است که در آلبوم ما بچه‌های شماییم قرار دارد و در ۵ سپتامبر ۲۰۱۶ منتشر شد. موزیک ویدئوی این ترانه به قربانیان تیراندازی اورلاندو تقدیم شده‌است.

## موزیک ویدئو
در ابتدای ترانه مدی زیگلر پرچم رنگین کمان را روی صورت خود می‌کشد و49 نفر (به تعداد کشتگان تیراندازی اورلاندو) را از قفسی آزاد می‌کند اما آزادیشان دوام ندارد و همگی روی زمین می‌افتند در حالی که دیوار پر از سوراخ‌های گلوله است و موزیک ویدئو با نشان دادن مدی زیگلر در حال گریه پایان می‌یابد.